# Preslia
Préslia — науковий ботанічний журнал, котрий видається Чеським ботанічним товариством у Празі. Виходить у світ 4 рази на рік. Головний редактор — Петр Пішек.
Журнал публікує результати оригінальних досліджень у галузі систематики, морфології рослин, географії рослин, екології рослин, фітоценології, котрі здійснені переважно у Центральній Європі.
Журнал засновано у 1914 році і названо на честь видатних богемських ботаніків — братів Яна Пресла та Карела Пресла.